# International Rally Zlatni 1994
Rajd Bułgarii 1994 (25. International Rally Zlatni) – 25. edycja rajdu samochodowego Rajd Bułgarii rozgrywanego w Bułgarii. Rozgrywany był od 14 do 15 maja 1994 roku. Była to osiemnasta runda Rajdowych Mistrzostw Europy w roku 1994 (rajd miał najwyższy współczynnik – 20) oraz pierwsza runda Rajdowych Mistrzostw Bułgarii.

## Klasyfikacja rajdu
| Miejsce                          | Kierowca                     | Pilot                        | Samochód                     | Czas                         | Strata                       |                              |
| Klasyfikacja generalna i ERC     | Klasyfikacja generalna i ERC | Klasyfikacja generalna i ERC | Klasyfikacja generalna i ERC | Klasyfikacja generalna i ERC | Klasyfikacja generalna i ERC | Klasyfikacja generalna i ERC |
| -------------------------------- | ---------------------------- | ---------------------------- | ---------------------------- | ---------------------------- | ---------------------------- | ---------------------------- |
| 1.                               | Patrick Snijers              | Dany Colebunders             | Ford Escort RS Cosworth      | 3:02:26                      | 0.0                          |                              |
| 2.                               | Vanio Pasquali               | Luciano Tedeschini           | Ford Escort RS Cosworth      | 3:04:02                      | +1:36                        |                              |
| 3.                               | Sergio Pianezzola            | Lucio Baggio                 | Lancia Delta HF Integrale    | 3:09:43                      | +7:17                        |                              |
| 4.                               | Kurt Göttlicher              | Michael Moser                | Ford Escort RS Cosworth      | 3:13:39                      | +11:13                       |                              |
| 5.                               | Georgi Petrow                | Ivan Tonev                   | Ford Escort RS Cosworth      | 3:15:09                      | +12:43                       |                              |
| 6.                               | Stoyan Kolev                 | Rumen Manolov                | Ford Escort RS Cosworth      | 3:18:24                      | +15:58                       |                              |
| 7.                               | Piergiorgio Bedini           | Patrizia Bonucci             | Ford Escort RS Cosworth      | 3:21:28                      | +19:02                       |                              |
| 8.                               | Tihomir Zlatkov              | Konstantza Tomova            | Ford Escort RS Cosworth      | 3:27:04                      | +24:38                       |                              |
| 9.                               | Nikolai Nikolov              | Krasimir Petrov              | Mitsubishi Galant VR-4       | 3:28:15                      | +25:49                       |                              |
| 10.                              | Nikolai Nikolov              | Marin Kostadinov             | Ford Escort RS Cosworth      | 3:34:47                      | +32:21                       |                              |
| Klasyfikacja mistrzostw Bułgarii |                              |                              |                              |                              |                              |                              |
| 1.                               | Georgi Petrow                | Ivan Tonev                   | Ford Escort RS Cosworth      | 3:15:09                      | 0.0                          |                              |
| 2.                               | Stoyan Kolev                 | Rumen Manolov                | Ford Escort RS Cosworth      | 3:18:24                      | +3:15                        |                              |
| 3.                               | Tihomir Zlatkov              | Konstantza Tomova            | Ford Escort RS Cosworth      | 3:27:04                      | +11:55                       |                              |
| 4.                               | Nikolai Nikolov              | Krasimir Petrov              | Mitsubishi Galant VR-4       | 3:28:15                      | +13:06                       |                              |
| 5.                               | Nikolai Nikolov              | Marin Kostadinov             | Ford Escort RS Cosworth      | 3:34:47                      | +19:38                       |                              |